# Parc thermal de Wiesbaden
Le Parc thermal de Wiesbaden est le parc le plus célèbre de la capitale hessoise de Wiesbaden située à l'ouest du centre-ville, dans le quartier de Nordost.
L'établissement thermal principal se nomme le Kurhaus.

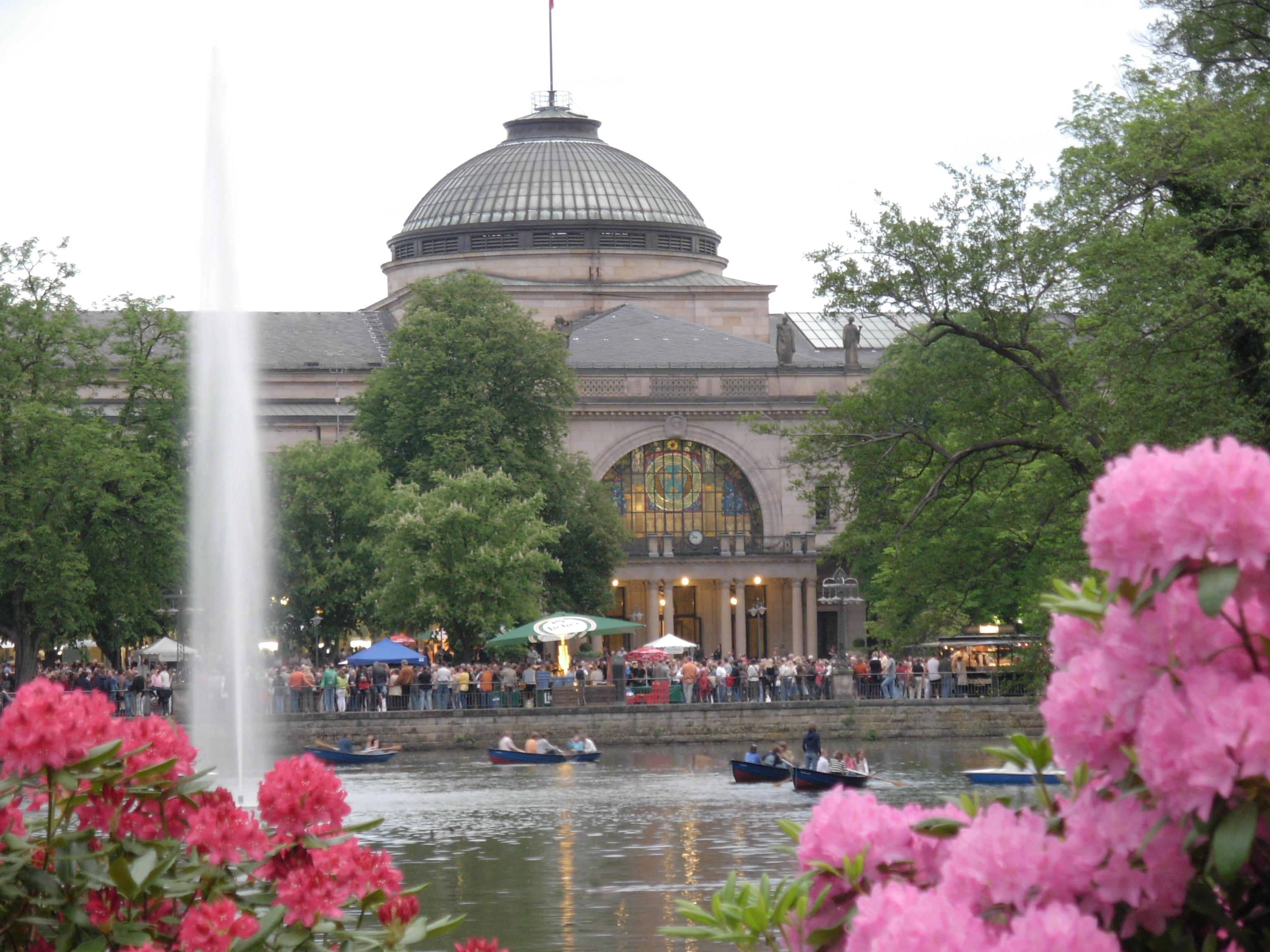
L'établissement thermal.
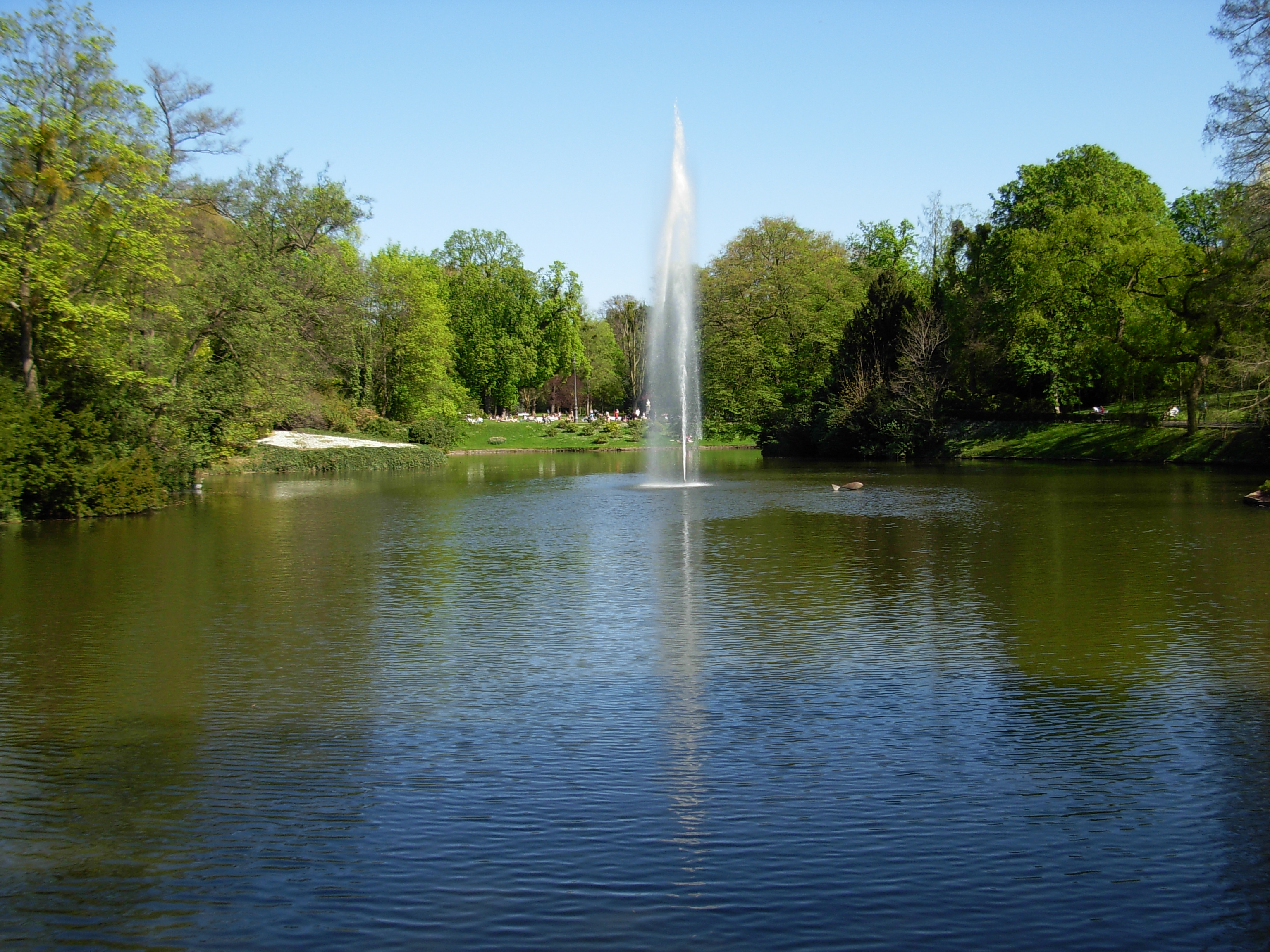
Le jet d’eau dans le parc.